# Saimaarob
De Saimaarob of Saimaa-stinkrob (Pusa hispida saimensis) is een ondersoort van de ringelrob (Pusa hispida) die uitsluitend voorkomt in het Saimaameer in Finland.
Deze ondersoort heeft zich aangepast aan het leven in zoet water, nadat het merengebied afgesloten geraakte van open zee tijdens de laatste ijstijd. De ondersoort is kleiner dan de oorspronkelijke soort. De populatie wordt bedreigd door de houtindustrie en de visserij en wordt geschat op ongeveer 300 exemplaren.